# Rezerwat przyrody Wielistowskie Łęgi
Rezerwat przyrody Wielistowskie Łęgi – leśny rezerwat przyrody obejmujący lasy łęgowe blisko północno-zachodniej krawędzi Pojezierza Kaszubskiego, na południe od trasy drogi krajowej nr 6. Został utworzony w 2002 roku. Zajmuje powierzchnię 2,89 ha. Ochronie rezerwatu podlegają naturalne kompleksy leśne zbiorowisk źródliskowych z występującymi w nich populacjami rzadkich i chronionych gatunków roślin i zwierząt. Występują tu stanowiska: wawrzynka wilczełyko, wiciokrzewu pomorskiego, tojeści gajowej i kozłka bzowego. Najbliższa miejscowość to Wielistowo.